# Studena Gora
Studena Gora je naselje u slovenskoj Općini Ilirskoj Bistrici. Studena Gora se nalazi u pokrajini Notranjskoj i statističkoj regiji Notranjsko-kraškoj. 

## Stanovništvo
Prema popisu stanovništva iz 2002. godine naselje je imalo 33 stanovnika.